# Герберт Берджесс
Герберт Ларрі Берджесс (англ. Herbert Larry Burgess; 25 лютого 1883, Манчестер, Англія — липень 1954, там само) — англійський футболіст, лівий захисник і тренер.

## Кар'єра

### Ігрова кар'єра
Герберт Берджесс народився 25 лютого 1883 року в Опеншоу, одному з районів Манчестера. Після закінчення школи Берджесс став працювати ковалем. Одночасно з цим він, як і багато хлопців, грав у футбол, виступаючи за аматорські клуби «Гордон Сент-Френсіс», «Опеншоу Юнайтед», «Едж Лейн» і «Мосс Сайд». Спробував себе Берджесс і у великому клубі, пройшовши перегляд в «Манчестер Сіті», але клубу він не сподобався. 
У квітні 1900 року Берджесс підписав свій перший професійний контракт, перейшовши в «Глоссоп Норт Енд», який виступав у той час у другому англійському дивізіоні. Дебютувавши у матчі з «Ліверпулем», Берджесс грав за «Глоссоп» протягом трьох років, провівши 81 матч.
У липні 1903 року «Манчестер Сіті», який за кілька років до того відмовив Берджессу в переході, викупив контракт гравця, заплативши 250 фунтів. Берджесс відразу «влився» в гру «Сіті», ставши одним з лідерів оборони, клуб провів хороший сезон, посівши друге місце у чемпіонаті і вигравши свій перший трофей — Кубок Англії, обігравши в фіналі «Болтон Вондерерз» з рахунком 1:0. У наступному сезоні «Сіті» зайняв 3-тє місце, програвши в останньому турі «Астон Віллі» з рахунком 1:3, хоча до цього матчу «Манчестер Сіті» лідирував в чемпіонаті. Той матч завершився скандалом: Алекс Лік, гравець «Вілли», розповів, що Біллі Мередіт, футболіст «Сіті», запропонував йому хабар в 10 фунтів за програш матчу. Подальше розслідування Футбольної асоціації виявило, що «Сіті» виплачував гравцям своєї команди суми понад 4 фунтів, визначених законодавством. Внаслідок всіх цих розглядів кілька гравців «Сіті», включаючи Берджесса, були дискваліфіковані до 1907 року. Контракти гравців були виставлені на аукціон, що проходив в «Королівському готелі». Чотирьох гравців, включаючи Берджесса, купив інший клуб з Манчестера — «Манчестер Юнайтед».
Через дискваліфікацію Берджесс і чотири його одноклубника, які перейшли в «Юнайтед», змогли дебютувати в команді лише 1 січня 1907 року в матчі з «Астон Віллою», який «Юнайтед» виграв 1:0. У сезоні 1907/08 Берджесс разом з клубом виграв свій перший титул чемпіона Англії, ставши одним із «творців» перемоги, зігравши 27 матчів у лізі. У тому ж сезоні Берджесс став одним із засновників нової профспілки футболістів Англії, сформованої після смерті від удару м'ячем у голову Томмі Блекстока. У 1909 році Берджесс виграв свій другий у кар'єрі Кубок Англії. У 1910 році Берджесс був змушений завершити кар'єру через травму коліна. Але потім відновив її, граючи в Норвегії та Угорщині.

### Міжнародна кар'єра
Берджесс виступав за збірну Англії, у складі якої дебютував 29 лютого 1904 року в матчі проти збірної Уельсу. Всього провів чотири гри за збірну (проти збірних Уельсу, Ірландії і двічі — проти Шотландії).

### Тренерська кар'єра
Свою роботу тренера Берджесс почав в угорському клубі МТК у сезоні 1921—1922 років. Став з командою чемпіоном Угорщини. У 22 матчах МТК здобув 15 перемог і лише одного разу програв. На наступний рік він переїхав в Італію в клуб «Падова», де провів 4 сезони, будучи одним з кращих тренерів в Італії. У 1924 році Берджесс був узятий в штаб збірної Італії, яка поїхала на Олімпіаду в Париж.
Надалі тренував «Мілан» і «Рому».

## Досягнення

### Як гравець
- Володар Кубка Англії: 1903/04, 1908/09
- Чемпіон Англії: 1907/08
- Володар Суперкубка Англії: 1908
- Чемпіон Угорщини: 1913/14, 1917/18

### Як тренер
- Чемпіон Угорщини: 1922

## Статистика виступів
| Клуб              | Сезон             | Ліга | Ліга | Кубок Англії | Кубок Англії | Суперкубок Англії | Суперкубок Англії | Всього | Всього |
| Клуб              | Сезон             | Ігри | Голи | Ігри         | Голи         | Ігри              | Голи              | Ігри   | Голи   |
| ----------------- | ----------------- | ---- | ---- | ------------ | ------------ | ----------------- | ----------------- | ------ | ------ |
| Глоссоп           | 1899/00           | 1    | 0    | 0            | 0            | -                 | -                 | 1      | 0      |
| Глоссоп           | 1900/01           | 21   | 0    | 0            | 0            | -                 | -                 | 21     | 0      |
| Глоссоп           | 1901/02           | 31   | 0    | 0            | 0            | -                 | -                 | 31     | 0      |
| Глоссоп           | 1902/03           | 28   | 0    | 0            | 0            | -                 | -                 | 28     | 0      |
| Глоссоп           | Загалом           | 81   | 0    | 0            | 0            | 0                 | 0                 | 81     | 0      |
| Манчестер Сіті    | 1903/04           | 27   | 0    | 6            | 0            | -                 | -                 | 33     | 0      |
| Манчестер Сіті    | 1904/05           | 26   | 0    | 2            | 0            | -                 | -                 | 28     | 0      |
| Манчестер Сіті    | 1905/06           | 32   | 2    | 1            | 0            | -                 | -                 | 33     | 2      |
| Манчестер Сіті    | Загалом           | 85   | 2    | 9            | 0            | 0                 | 0                 | 94     | 2      |
| Манчестер Юнайтед | 1906/07           | 17   | 0    | 0            | 0            | -                 | -                 | 17     | 0      |
| Манчестер Юнайтед | 1907/08           | 27   | 0    | 3            | 0            | 2                 | 0                 | 32     | 0      |
| Манчестер Юнайтед | 1908/09           | 4    | 0    | 0            | 0            | 0                 | 0                 | 4      | 0      |
| Манчестер Юнайтед | 1909/10           | 1    | 0    | 0            | 0            | 0                 | 0                 | 1      | 0      |
| Манчестер Юнайтед | Загалом           | 49   | 0    | 3            | 0            | 2                 | 0                 | 54     | 0      |
| Всього за кар'єру | Всього за кар'єру | 215  | 2    | 12           | 0            | 2                 | 0                 | 229    | 2      |